# إدواردو ماركيز
إدواردو ماركيز (بالبرتغالية: Eduardo Marques de Jesus Passos‏) (26 يونيو 1976 في سانتوس، ساو باولو في البرازيل – )؛ هو لاعب كرة قدم كان يلعب كمهاجم.

## وصلات خارجية
- إدواردو ماركيز على موقع رابطة كرة القدم اليابانية للمحترفين (اليابانية)
- إدواردو ماركيز على موقع دوري كوريا الجنوبية (الإنجليزية)
- إدواردو ماركيز على موقع قاعدة بيانات كرة القدم.إي يو (الإنجليزية)
- إدواردو ماركيز على موقع Soccerway.com (الإنجليزية)
- إدواردو ماركيز على موقع عالم كرة القدم.نت (الإنجليزية)